# Vestito American Express di Lizzy Gardiner
Il Vestito American Express Gold di Lizzy Gardiner è l'abito indossato dalla costumista statunitense in occasione della 67ª edizione della cerimonia di premiazione degli Oscar, il 27 marzo 1995. L'abito era interamente fatto da carte di credito American Express Gold, reali ma scadute. È stato citato dai media come uno dei vestiti più ricordati nella storia degli Oscar, benché generalmente considerato uno dei peggiori.

## Storia
il vestito era stato originariamente realizzato per far parte dei costumi del film Priscilla, la regina del deserto insieme ad una serie di altri bizzarri abiti, compreso uno interamente composto da infradito rosa, ma prima dell'inizio delle riprese, la American Express aveva negato il proprio consenso. La costumista Lizzy Gardiner rivelò, "Ero al verde, e non avevo niente da mettermi. Così ho proceduto con la mia lista di buone idee avute in passato." Indossando quell'abito, Lizzy Gardiner, insieme al collega Tim Chappel ha ricevuto l'Oscar per i migliori costumi 1995 proprio per il suo lavoro per Priscilla, la regina del deserto. Il vestito è stato battuto all'asta per beneficenza nel marzo 1999 per 12.650 dollari, ed il ricavato è andato alla Fondazione americana per la ricerca sull'AIDS.

## Design
Il vestito è stato realizzato con 254 carte di credito American Express gold scadute. L'unica parte del vestito a non essere di quel "materiale" erano le spalline, realizzate in tessuto dorato. Lizzy Gardiner ha accompagnato la mise con uno scialle dorato bordato con altre carte di credito American Express Gold e con un paio di scarpe con la zeppa, anch'esse dorate.

## Ricezione
La rivista Cosmopolitan ha citato l'abito come uno dei peggiori mai apparso sul palco degli oscar, dicendo, "È un abito fatto di carte American Express Gold. Non siamo sicuri su cos'altro altro da dire su questo, salvo che la lezione più ovvia è questa: Per l'amor di Dio, non progettare il proprio vestito per il red carpet."
Anche la rivista Time ha votato l'abito come uno dei peggiori degli Oscar di tutti i tempi, dicendo: "Il nostro problema con l'abito che la Gardiner indossava per accettare il suo premio non è che il suo vestito era fatto di un materiale bizzarro e non tradizionale. Il nostro problema è che il materiale scelto erano le carte di credito American Express Gold. È di cattivo gusto. E come ha fatto a sedersi in quella cosa?"
Vedendo le potenzialità promozionali del vestito, è stato riportato che la American Express ha voluto mettere in mostra l'abito nei suoi uffici negli Stati Uniti.